# Semantema
Se denomina semantema, en la semántica lingüística que estudia el significado de los signos, al conjunto de semas específicos de un semema.
Los comparativistas admiten en su mayoría dos tipos de componente en la palabra:
- Semantemas o radicales.- designadores de nociones o categorías relativas a la realidad (en alemán bedeutungslaute)
- Morfemas.- designadores de categorías de pensamiento expresadas en marcas gramaticales

- Datos: Q9075901